# Phân bón Silic
Phân bón Silic (Silicamon) là một loại phân bón được sử dụng để bón cho cây trồng trong nông nghiệp, thành phần gồm có: Silic tổng số chiếm 45%, Silic hữu hiệu 20-28%, sắt hữu hiệu 10%, magnesi hữu hiệu 5% và khoáng chất cải tạo đất. Phân bón Silic có tác dụng cải tạo đất, giữ nước, khử chua, chống thối cổ rễ, chống nấm cho cây trồng.